# Wile E. Coyote
Wile Etherlbert Coyote, ou simplesmente Wile E. Coyote (conhecido em português como Willy Coiote ou apenas Coiote), é um personagem do desenho animado Papa-Léguas, criado em 1949 por Chuck Jones para os estúdios Warner Bros. Um dos mais conhecidos Looney Tunes, é baseado num animal real nativo dos desertos do sudoeste americano, o coiote. Coyote é um animal faminto que tenta capturar o galo-corredor Papa-Léguas.
Quando criou o personagem, Chuck Jones tinha em mente o público americano e acreditava que ele se identificaria com o coiote. “O coiote é tudo o que queremos ser: um perfeccionista em qualquer objetivo”. Além disso, Chuck Jones se inspirou na sua própria criação do Coiote para criar Ralph Wolf, lobo que tenta pegar as ovelhas vigiadas pelo cão Sam Sheepdog.
A revista TV Guide incluiu Wile E. Coyote em sua lista de 2013 "The 60 Nastiest Villains of All Time". Apesar disso, o personagem é bem querido pelos fãs, que já declararam que "Coyote pode ser um vilão, mas ele ensina uma lição, para nunca parar de tentar."

## Aparições em outras séries animadas
- O Coiote aparece separadamente como um antagonista ocasional do Pernalonga em cinco episódios, de 1952 a 1963: Operation: Rabbit, To Hare Is Human, Rabbit's Feat, Compressed Hare, and Hare-Breadth Hurry. Nestas aparições, diferentemente do que ocorre no desenho animado Papa-Léguas, em que ele passa todo o episódio calado, ele fala com um sotaque refinado nessas saídas solo (exceto Hare-Breadth Rush), começando com Operation: Rabbit, de 1952, apresentando-se como "Wile E. Coyote - Um Gênio" , dublado com um sotaque da classe alta por Mel Blanc.[3]

- Wile E. Coyote apareceu duas vezes em Family Guy: seu primeiro episódio, "Eu nunca conheci o homem morto", o descreve andando de carro com Peter Griffin; quando Peter atropela o Road Runner e pergunta se ele atingiu "aquele avestruz", Wile E. diz para ele continuar. [31] Sua segunda aparição foi em "PTV", na qual Wile E. tenta obter um reembolso por um estilingue de tamanho gigante em uma loja da ACME onde Peter trabalha. Peter diz que Wile E. não pode devolver o estilingue, mas pode obter crédito na loja. A esposa de Wile E. chega e diz ao marido para se apressar.

## Na cultura popular
- O guitarrista Mark Knopfler criou uma música chamada "Coyote" presente no álbum de 2002 The Ragpicker's Dream.
- A música de Tom Smith, "Operation: Desert Storm", que ganhou o prêmio Pegasus Award de Melhor Canção em 1999, é sobre as diferentes maneiras loucas de falhar os planos do Coiote.[4]
- O humorista Ian Frazier criou a peça em prosa legal "Coyote v. Acme",[5] que está incluída em um livro com o mesmo nome.